# Académie chinoise de technologie spatiale
Pour les articles homonymes, voir CAST.
L'Académie chinoise de technologie spatiale (en chinois : 中国空间技术研究院 ; pinyin : zhōngguó kōngjiān jìshù yánjiū yuàn) ou CAST (acronyme de l'anglais China Academy of Space Technology) est une entreprise d'État chinoise qui regroupe l'essentiel des centres de recherche, de conception et de fabrication du pays intervenant dans la construction des satellites scientifiques et d'application. CAST est la plus importante des filiales de la Société de sciences et technologies aérospatiales de Chine (CASC). CASC a notamment conçu et fabriqué le premier satellite artificiel chinois Dong Fang Hong I lancé en 1970, le vaisseau spatial habité Shenzhou et les sondes spatiales lunaires du programme Chang'e. CAST, dont le siège est à Pékin, dispose de nombreux centres de production et de recherche dans tout le pays.

## Activité
CAST est le principal intervenant chinois de la recherche et développement du domaine spatial. Elle conçoit les plateformes des satellites, les composants des véhicules
spatiaux ainsi que les équipements terrestres associés. Elle a fabriqué la majeure partie des vaisseaux et satellites chinois :
- Satellite de télécommunications
- Satellite d'observation de la Terre
- Satellite de reconnaissance avec capsule de retour
- Satellite météorologique
- Satellite technologique et scientifique
- Satellite de navigation
- Vaisseau spatial habité.

La CAST dispose d'équipements de pointe pour tester et fabriquer les engins spatiaux : chambre à vide d'un diamètre de 8 m., plusieurs salles blanches pour l'assemblage en environnement stérile, chambre anéchoïque de très grande taille.

## Historique
CAST a été créé le 20 février 1968.

## Entités et sociétés du groupe
Les principaux centres de recherche, de développement et de production de CAST sont : 
- Société de construction de satellite de Pékin (BSMF) créée en 1968 assemble et teste la majeure partie des satellites chinois. Elle comprend une ligne d'assemblage, 5 laboratoires professionnels, 7 petits ateliers de production et une société consacrée au développement des applications spatiales civiles.